# Beverly McClellan
Beverly McClellan (Kingsport, Tennessee, 6 de julho de 1969 – Fort Lauderdale, 30 de outubro de 2018) foi uma cantora e multi-instrumentista estadunidense.
Ela foi uma das participantes da primeira temporada do reality show The Voice, dos Estados Unidos, e terminou na 3a posição.
Em 2004, ela foi premiada no "The New York National Music Festival" como Best Overall Performer (Melhor Intérprete Geral).
Em 2011, dois singles do seu álbum Fear Nothing estrearam nas posições 26 e 15 das paradas musicais de discos norte-americana Heatseekers Albums e Top Blues Albums, respectivamente.
McClellan era um artista abertamente lésbica. Em junho de 2011, ela apareceu na capa da revista SHE, uma revista voltada ao público lésbico do sul da Flórida.
Ela foi diagnosticada com câncer endometrial de estágio 3c em março de 2018 e realizou seu último show em 24 de março daquele ano. Ela morreu em decorrência desta doença no dia 30 de outubro de 2018, em Fort Lauderdale, FL.

## Carreira
McClellan nasceu em Kingsport, Tennessee, e foi criada em Gate City, Virgínia. Ela estudou na South Fork High School e depois na Indian River Community College em Fort Pierce, Flórida. Sua avó paterna era descendente de americanos nativos de Mohawk. Para homenageá-la, McClellan tinha tatuagens representando uma variedade de aspectos diferentes da herança de sua avó.
Aos quatro anos, McClellan começou a tocar piano e mais tarde aprendeu a tocar violão, trompete, trompa, bandolim, ukulele, baixo, djembe, além de bateria e percussão. Começou a cantar aos 24 anos, tocando em clubes e bares de Fort Lauderdale, Flórida, há 20 anos.
Ela tocou pela primeira vez com Tami Gordon em uma dupla chamada "Uncommon Ground". Depois disso, trabalhou com a cantora, compositora e guitarrista Robyn Fear na região de Florida Keys e no sul da Flórida. Anos mais tarde, ela formou sua própria banda chamada "DJ's Daughter", em homenagem à sua mãe. Ela gravou algumas músicas com essa banda, tocou muitos shows por anos antes de começar a se apresentar como uma artista solo. Ela então gravou outros dois álbuns por conta própria antes de se juntar ao Swoop, outra banda de Fort Lauderdale, Flórida. Enquanto ela estava no estúdio de gravação, seu produtor a convidou para participar da primeira temporada de The Voice americano. Antes da audição para o show, McClellan já havia gravado cinco álbuns independentes sem ter sido assinado por nenhuma gravadora. Ela foi treinada por Christina Aguilera e terminou em 3º lugar na competição.
Em 2012, fez uma participação especial no álbum The Story of Light, de Steve Vai, na Música "John The Revelator".

### Performances no The Voice
| Estágio                   | Canção                                | Artista Original   | Data                | Resultado                                                                       |
| ------------------------- | ------------------------------------- | ------------------ | ------------------- | ------------------------------------------------------------------------------- |
| Audição às cegas          | "Piece of My Heart"                   | Erma Franklin      | 26 de Abril de 2011 | Adam Levine e Christina Aguilera viraram a cadeira Juntou-se ao "Time Aguilera" |
| Batalhas (Top 32)         | "Baba O'Riley" (vs. Justin Grennan)   | The Who            | 17 de Maio de 2011  | Salva pelo técnico                                                              |
| Quarterfinals             | "I'm the Only One"                    | Melissa Etheridge  | 14 de Junho de 2011 | Salva pelo voto do público                                                      |
| Semifinais                | "The Thrill Is Gone"                  | B.B. King          | 21 de Junho de 2011 | Salva pelo técnico e pelo voto do público (107 Pontos)                          |
| Final [ao vivo] (Final 4) | "Lovesick" (Original)                 | Beverly McClellan  | 28 de Junho de 2011 | Disputa pelo 3º lugar                                                           |
| Final [ao vivo] (Final 4) | "Beautiful" (with Christina Aguilera) | Christina Aguilera | 28 de Junho de 2011 | Disputa pelo 3º lugar                                                           |

## Morte
Ela foi diagnosticada com câncer endometrial de estágio 3c em março de 2018 e realizou seu último show em 24 de março daquele ano. Ela morreu em decorrência desta doença no dia 30 de outubro de 2018, em Fort Lauderdale, FL.

## Discografia

### Álbuns
- ? - Uncommon Ground
- ? - Back to My Roots
- ? - As a Girl
- 2003 - Talk of the Town
- 2011 - Beverly McClellan
- 2011 - Fear Nothing[7]
- 2012 - Fear Nothing - Tour Edition [ao vivo]

### Singles
| Year | Single                                 | Peak positions | Peak positions | Álbum     |
| Year | Single                                 | US             | CAN            | Álbum     |
| ---- | -------------------------------------- | -------------- | -------------- | --------- |
| 2011 | "Piece of My Heart"                    | —              | 63             | The Voice |
| 2011 | "Baba O'Riley" (feat. Justin Grennan)  | —              | —              | The Voice |
| 2011 | "I'm the Only One"                     | —              | —              | The Voice |
| 2011 | "The Thrill Is Gone"                   | 123            | 71             | The Voice |
| 2011 | "Beautiful" (feat. Christina Aguilera) | 74             | —              | The Voice |
| 2011 | "Lovesick"                             | 111            | 42             | The Voice |

### Como Convidada
- 2012 - Música "John The Revelator"  do álbum The Story of Light, de Steve Vai[6]

## Paradas Musicais

### Álbuns
| Ano  | Álbum        | Ranking          | Posição |
| ---- | ------------ | ---------------- | ------- |
| 2011 | Fear Nothing | Top Heatseekers  | #26     |
| 2012 | Fear Nothing | Top Heatseekers  | #26     |
| 2012 | Fear Nothing | Top Blues Albums | #2      |

## Prêmios e Indicações
| Ano  | Prêmio                               | Categoria                                        | Trabalho     | Resultado | Ref.   |
| ---- | ------------------------------------ | ------------------------------------------------ | ------------ | --------- | ------ |
| 2004 | The New York National Music Festival | Best Overall Performer (Melhor Intérprete Geral) |              | Venceu    | [ 1 ]  |
| 2012 | GLAAD Media Awards                   | Outstanding Music Artist                         | Fear Nothing | Indicado  | [ 10 ] |